# Jézus Krisztus egyházának története
A Jézus Krisztus egyházának története egy 3 kötetes nagy egyháztörténeti munka a 20. század elejéről.

## Leírás
Chobot Ferenc plébános 1907-ben adta ki 3 kötetes, körülbelül 1300 oldal terjedelmű egyháztörténeti művét, amelyben a Római katolikus egyház történetét tekinti át a kereszténység kezdeti éveitől, Jézus működésétől a 19. század végéig. A nagy alakú kötetek különös részletességgel tárgyalják a főbb egyháztörténeti folyamatok mellett a pápaság, az egyházi irodalom (→ókeresztény irodalom, középkori latin irodalom), az egyházi művészet, a szerzetesség, a reformáció, és a felvilágosodás egyházi vonatkozásait.

## Kötetbeosztás
| Kötetszám  | Kötetcím                                                   | Korszak  | Kiadási év | Oldalszám |
| ---------- | ---------------------------------------------------------- | -------- | ---------- | --------- |
| I. kötet   | Keresztény ó-kor                                           | Ókor     | 1907       | 378 o.    |
| II. kötet  | Keresztény középkor                                        | Középkor | 1907       | 429 o.    |
| III. kötet | A keresztény újkor. A vallási és szellemi forradalmak kora | Újkor    | 1907       | 482 o.    |